# محنت‌آباد (باختر)
محنت‌آباد جماعت و شهرکی در جنوب غربی کشور تاجیکستان است که در ناحیهٔ باختر ولایت ختلان قرار دارد. جمعیت این جماعت ۲۵۹۵۵ است.